# Allied Irish Banks
Allied Irish Banks p.l.c. (AIB) is een grote commerciële bank in Ierland. De bank ontstond in september 1966 door de fusie van Munster and Leinster Bank Limited (opgericht in 1885), Provincial Bank of Ireland (1825) en Royal Bank of Ireland (1836). Aandelen van de bank worden verhandeld op de Irish Stock Exchange en de London Stock Exchange.

## Activiteiten
De bank is, gemeten naar aantal vestigingen/kantoren in Ierland, een van de grootste banken met alleen Bank of Ireland als directe concurrent van vergelijkbare grootte. In 2024 had het 170 AIB kantoren en 66 EBS vestigingen. De bank is zowel retail- als zakenbank en heeft in Ierland ongeveer een derde van de markt in handen. Het had per jaareinde 2024 een balanstotaal van 138 miljard euro en een eigen vermogen van 15,0 miljard euro. Het telde in dat jaar ruim 10.000 medewerkers waarvan 749 in het Verenigd Koninkrijk en 35 in de Verenigde Staten. Het aandeel van de buitenlandse activiteiten is ongeveer 10% van het totaal.
Het was ook actief in Polen, maar in september 2010 maakte AIB de verkoop bekend van het 70% aandelenbelang in Bank Zachodni WBK. De Spaanse Banco Santander had een bod uitgebracht van € 3 miljard. Verder kocht Banco Santander ook het 50% belang van AIB in BZ WBK Asset Management voor € 150 miljoen. Bank Zachodni WBK was toen de vijfde bank wat omvang betreft in Polen. AIB was sinds 1995 actief in de Poolse markt. AIB was tot verkoop genoodzaakt na miljarden verliezen op onroerend goed leningen.

### Resultaten
De resultaten van AIB laten tot 2007 een sterk opgaande lijn zien. In 2008 bereikte het balanstotaal een hoogtepunt op ruim € 180 miljard, maar de winst in dat jaar stond al onder druk. Nadien is sprake van een aanmerkelijke verslechtering van de resultaten en vermogenspositie. Forse afboekingen op verstrekte leningen drukte de bank in de verliezen met een dieptepunt in 2010 toen een verlies van € 10 miljard werd gerapporteerd. Het balanstotaal verminderde door deze afboekingen, maar ook door de verkoop van deelnemingen. De opbrengsten van deze verkopen en kapitaal van de overheid waren nodig om het eigen vermogen enigszins op peil te houden en te voldoen aan de nieuwe en zwaardere vermogenseisen van de toezichthouders. Na zes jaar op een rij van verliezen werd in 2014 weer voor het eerst een winst getoond. Het verlies in 2020 was het gevolg van een grote voorziening van € 1,5 miljard voor kredietverliezen, mede als gevolg van de uitbraak van de coronapandemie.
| Jaar | Balans- totaal | Eigen vermogen | Netto- resultaat (× € miljoen) |
| Jaar | (× € miljard)  | (× € miljard)  | Netto- resultaat (× € miljoen) |
| ---- | -------------- | -------------- | ------------------------------ |
| 2005 | 133,2          | 12,2           | 1433                           |
| 2006 | 158,5          | 14,7           | 2298                           |
| 2007 | 177,9          | 15,8           | 2066                           |
| 2008 | 182,2          | 14,8           | 885                            |
| 2009 | 174,3          | 10,7           | −2413                          |
| 2010 | 145,2          | 3,7            | −10232                         |
| 2011 | 136,7          | 14,5           | −2312                          |
| 2012 | 122,5          | 11,2           | −3647                          |
| 2013 | 117,7          | 10,5           | −1597                          |
| 2014 | 107,5          | 11,6           | 915                            |
| 2015 | 103,1          | 12,1           | 1380                           |
| 2016 | 98,2           | 12,4           | 1356                           |
| 2017 | 91,6           | 13,3           | 1114                           |
| 2018 | 92,0           | 13,6           | 1092                           |
| 2019 | 95,6           | 14,2           | 364                            |
| 2020 | 103,3          | 14,0           | −741                           |
| 2021 | 119,7          | 13,5           | 645                            |
| 2022 | 132,0          | 13,0           | 765                            |
| 2023 | 131,7          | 13,2           | 2058                           |
| 2024 | 138,0          | 15,0           | 2351                           |

## Staatsbank
Door de kredietcrisis is AIB in zeer zwaar weer gekomen, de bank had veel vastgoed-gerelateerde kredieten toen de crisis losbarstte en de vastgoed zeepbel in Ierland uit elkaar spatte. Lange tijd verzekerde het bestuur van de bank dat zij geen extra aandelen hoefden uit te geven en -na de eerste financiële injectie en het meedoen aan National Asset Management Agency (NAMA)- voldoende eigen vermogen hebben. In oktober 2010 bleek de financiële situatie bij de bank veel ernstiger dan verwacht vooral door de hypotheken op onroerend goed.
Op 31 maart 2011 bleek na een uitgebreid onderzoek van de Central Bank of Ireland dat AIB een fors vermogenstekort had. De bank werd verplicht bijna 15 miljard euro aan nieuw kapitaal aan te trekken. Aandeelhouders waren niet bereid dit geld te leveren waardoor de Ierse overheid insprong. In ruil voor een miljarden investering kreeg de overheid 99,8% van de aandelen AIB in handen.
In 2016 maakte de overheid bekend een deel van het belang in de bank te willen verkopen. In november werden diverse banken uitgenodigd om te helpen bij de herplaatsing van de aandelen in 2017 of 2018. Bij de verkoop van een kwart van de aandelen wordt de opbrengst voor de overheid getaxeerd op 3 miljard euro en de totale waarde van AIB op 12 miljard euro. In juni 2017 ging een kwart van de aandelen in de verkoop, waarmee het belang van de Ierse staat zakte naar 75%.
Na deze initiële verkoop bleef de overheid in bezit van het grote pakket aandelen. Pas in 2021 begon de verkoop van aandelenpakketten en op 21 juni 2025 verkocht de Ierse staat de laatste aandelen AIB.